# Окаяма (равнина)
Окаяма (яп. 岡山平野 окаяма-хэйя) — аллювиальная равнина в Японии, расположенная в южной части префектуры Окаяма на острове Хонсю.
Площадь равнины составляет около 230 км².
Её протяжённость составляет около 40 км с востока на запад и около 24 км с севера на юг. На севере её ограничивает нагорье Киби (яп. 吉備高原), на юге — полуостров Кодзима. На равнине лежат города Окаяма и Курасики. Климат умеренный, среднегодовая температура — 15,8 °C, среднегодовая норма осадков — 1141 мм, что меньше, чем в среднем по Японии.
В древности на месте нынешней равнины находился залив Внутреннего Японского моря, который со временем был занесён наносами рек Ёсии, Асахи, Такахаси и прочих. Некогда разбросанные в море острова сегодня проявляются в виде возвышающихся на равнине холмов, в основном сложенных гранитами мелового периода и палеогена. В 16-17 веках с равниной соединился и крупный остров Кодзима, расположенный южнее. С 17 века территория равнины Окаяма расширялась также за счёт осушения земель у берега залива Кодзима. На равнине найдены следы поселений эпохи Яёй, там расположены кофуны Рёгудзан (яп. 両宮山古墳) и Цукурияма (яп. 造山古墳), святилище Кибицу-дзиндзя и другие древние объекты.
Сегодня на равнине в основном выращивают рис, виноград, персики, груши.